# 美しい罠
『美しい罠』（うつくしいわな）は、東海テレビ制作・フジテレビ系列で、2006年7月3日から9月29日まで放送された昼のテレビドラマ。放送時間は、月曜 - 金曜の13:30 - 14:00（JST）。全65回。
舞台設定やおおまかなあらすじは従来の昼ドラの伝統に沿ったものであるが、話の流れの中心は櫻井淳子が演じる不破類子と高杉瑞穂が演じる沢木槐またはその他の人物との壮絶な心理戦であり、愛憎モノと近年ブームの知略モノの融合という斬新な昼ドラ像をつくりあげている。
主演の櫻井淳子はこの作品で2006年東海テレビスポーツ芸能選奨を受賞した。

## あらすじ
それは、1通のメールからはじまった…。
資産家・不破恒大の秘書である沢木槐は、その莫大な資産を手に入れるため、出会い系サイトでパートナーを募った。その偶然のメールに興味を抱いた飛田類子は、うんざりした退屈な毎日の繰り返しにさよならするために、この危険なゲームに人生を賭けた勝負に出ることを硬く心に誓い、槐と手を組んだ。
長年、不破家に使用人として仕えてきた槐の経験から、類子は不破の心を捉え見事結婚することに成功する。
しかし、敬吾殺しの件で類子を罠にはめたはずの槐は、逆に類子の罠にはまり殺人未遂で逮捕されてしまう。逮捕された槐は、不敵な微笑を湛え「俺にはまだ切り札がある」と言い残し、連行されて行った。出所後、槐は不破の資産を手に入れるため、乗っ取り屋と呼ばれる能勢健輔と手を組み、ビジネスパートナーとして再び不破の山荘に乗り込む。
そして不破の右腕川嶋赳夫を抱き込んで、顧客情報を漏らすなどの策略をめぐらし不破を社長から解任することに成功する。だが果たして二人が本当に欲しかったものは何だったのか。金か? それとも…?

## キャスト
不破類子（飛田類子） - 櫻井淳子
元看護師。沢木槐と手を組み、不破恒大の資産を狙う。その後恒大と結婚する。
沢木槐 - 高杉瑞穂
不破恒大の使用人。飛田類子と手を組んで恒大の資産を狙う。
不破恒大 - 麿赤兒
消費者金融「不破ファイナンス」を経営する資産家。暴力的で、金で動かない人間はいないと考えている。かつてはマグロ漁船に乗り込んでいた。本名は不破恒三。
岸野澪 - 木内晶子
絵本作家。槐・敬吾とは幼馴染。敬吾と婚約していたが、敬吾の死後は槐と婚約する。
槇村レイ - 剣幸
不破恒大の元の妻の妹。飛田類子と同じく恒大の財産を狙う。類子と槐の関係を知ってからは、強がって生きる類子の良き理解者として類子を守っていく。
不破敬吾 - 大沢樹生
恒大の息子。母はレイの姉であり、既に亡くなっている。猟銃の暴発による疑惑の死を遂げる。
岡本加奈子 - 派谷恵美
レイが不破恒大と結婚させるため連れてきた女性。
吉野尚美 - 七咲友梨
敬吾に騙され、関係を持ち妊娠。その後、思い悩んで自殺する。
永井千津 - 山口美也子
不破家の家政婦。
永井草太 - 水谷百輔
千津と川嶋の息子。類子の忠実な秘書で、愛人でもある。
川嶋赳夫 - 片岡弘貴
恒大の右腕。恒大を裏切り、出所してきた槐と手を組み会社を手に入れようと画策する。
岩田雄治 - 鶴田忍
恒大の山荘に住み込んでいる料理人。恒大がマグロ漁船に乗り込んでいた頃の同僚。
桑田くるみ - 豊川栄順
岸野澪を担当する編集者。
百香 - 岡田芳花
槐が探してきた岩田雄治の孫。しかし本当は敬吾の娘であった。
能勢健輔 - 大城英司
凄腕の乗っ取り屋。槐と手を組み、不破ファイナンスの乗っ取りを企む。
柳原沙織 - 芳賀優里亜
会社社長の娘。草太に助けられたことをきっかけに、恋心を抱く。
ほか

## スタッフ
- 原案 - カトリーヌ・アルレー『わらの女』（創元推理文庫新装版： ISBN 4488140270 東京創元社、ほか）
- 脚本 - 金谷祐子
- 音楽 - 岩本正樹
- 主題歌 - 柴田淳「紅蓮の月」（ビクターエンタテインメント）
- 技術 - 石井勝浩（バスク）
- 美術 - 森川一雄（ケイエッチケイアート）
- 広報 - 植木圭一（東海テレビ）、山本聡美（東海テレビ）
- プロデューサー - 風岡大（東海テレビ）、浦井孝行（国際放映）、河角直樹（国際放映）
- 演出 - 奥村正彦、村松弘之、堀口明洋
- 制作 - 東海テレビ放送、国際放映

## サブタイトル
| 第1週  | 第1週     | 第1週            | 第2週  | 第2週     | 第2週          | 第3週  | 第3週     | 第3週            |
| 回     | 放送日    | サブタイトル     | 回     | 放送日    | サブタイトル   | 回     | 放送日    | サブタイトル     |
| ------ | --------- | ---------------- | ------ | --------- | -------------- | ------ | --------- | ---------------- |
| 第1話  | 2006.7.3  | 新・危険なゲーム | 第6話  | 2006.7.10 | 陰謀のディナー | 第11話 | 2006.7.17 | 偽りの口づけ     |
| 第2話  | 2006.7.4  | ナースの制服     | 第7話  | 2006.7.11 | ライバル出現   | 第12話 | 2006.7.18 | 向けられた銃口   |
| 第3話  | 2006.7.5  | 山荘での作戦     | 第8話  | 2006.7.12 | 暗く冷たい水   | 第13話 | 2006.7.19 | 徹夜の看病       |
| 第4話  | 2006.7.6  | 野心の目         | 第9話  | 2006.7.13 | 妻の座の条件   | 第14話 | 2006.7.20 | 雷鳴の午後の嫉妬 |
| 第5話  | 2006.7.7  | 共犯者の過去     | 第10話 | 2006.7.14 | 手ごわい女優   | 第15話 | 2006.7.21 | ゲームの終わり   |
| 第4週  | 第4週     | 第4週            | 第5週  | 第5週     | 第5週          | 第6週  | 第6週     | 第6週            |
| 回     | 放送日    | サブタイトル     | 回     | 放送日    | サブタイトル   | 回     | 放送日    | サブタイトル     |
| 第16話 | 2006.7.24 | 砂漠の2人…       | 第21話 | 2006.7.31 | 愛のゲーム     | 第26話 | 2006.8.7  | 疑惑…            |
| 第17話 | 2006.7.25 | 勝利のクイーン   | 第22話 | 2006.8.1  | 告げ口         | 第27話 | 2006.8.8  | 大人の悪戯       |
| 第18話 | 2006.7.26 | 苦い愛の味       | 第23話 | 2006.8.2  | 哀れな息子     | 第28話 | 2006.8.9  | 真夏の革手袋     |
| 第19話 | 2006.7.27 | イーブンの関係   | 第24話 | 2006.8.3  | 山荘の夏休み   | 第29話 | 2006.8.10 | 恐ろしい真相     |
| 第20話 | 2006.7.28 | 午後の薔薇風呂   | 第25話 | 2006.8.4  | 自然な死…      | 第30話 | 2006.8.11 | 罠               |
| 第7週  | 第7週     | 第7週            | 第8週  | 第8週     | 第8週          | 第9週  | 第9週     | 第9週            |
| 回     | 放送日    | サブタイトル     | 回     | 放送日    | サブタイトル   | 回     | 放送日    | サブタイトル     |
| 第31話 | 2006.8.14 | 雨に濡れる花     | 第36話 | 2006.8.21 | 裏切りのグラス | 第41話 | 2006.8.28 | 衝撃のゲスト     |
| 第32話 | 2006.8.15 | 悪魔の小瓶       | 第37話 | 2006.8.22 | 逃亡…          | 第42話 | 2006.8.29 | ダンス           |
| 第33話 | 2006.8.16 | 犯人の目星       | 第38話 | 2006.8.23 | 深夜の銃声     | 第43話 | 2006.8.30 | 特別な場所       |
| 第34話 | 2006.8.17 | 生きるための戦い | 第39話 | 2006.8.24 | 人工の星空     | 第44話 | 2006.8.31 | 婚約             |
| 第35話 | 2006.8.18 | 運命の別れ道     | 第40話 | 2006.8.25 | サロンの女王   | 第45話 | 2006.9.1  | 星より宝石…      |
| 第10週 | 第10週    | 第10週           | 第11週 | 第11週    | 第11週         | 第12週 | 第12週    | 第12週           |
| 回     | 放送日    | サブタイトル     | 回     | 放送日    | サブタイトル   | 回     | 放送日    | サブタイトル     |
| 第46話 | 2006.9.4  | 楽しい企み       | 第51話 | 2006.9.11 | 無邪気な笑顔   | 第56話 | 2006.9.18 | 4年前の嘘        |
| 第47話 | 2006.9.5  | 感動の買占め     | 第52話 | 2006.9.12 | 深夜の看病     | 第57話 | 2006.9.19 | 攻防戦           |
| 第48話 | 2006.9.6  | きわどい芝居     | 第53話 | 2006.9.13 | 大人の恋愛     | 第58話 | 2006.9.20 | 大詰め           |
| 第49話 | 2006.9.7  | 隠し扉の前で     | 第54話 | 2006.9.14 | 燃えつきても…  | 第59話 | 2006.9.21 | 切り札           |
| 第50話 | 2006.9.8  | 愛の駆け引き     | 第55話 | 2006.9.15 | 秘密と秘密     | 第60話 | 2006.9.22 | 夢の終わり…      |
| 最終週 |           |                  |        |           |                |        |           |                  |
| 回     | 放送日    | サブタイトル     |        |           |                |        |           |                  |
| 第61話 | 2006.9.25 | 暴かれる秘密     |        |           |                |        |           |                  |
| 第62話 | 2006.9.26 | 星の高原         |        |           |                |        |           |                  |
| 第63話 | 2006.9.27 | 暗闇の声         |        |           |                |        |           |                  |
| 第64話 | 2006.9.28 | 燃え尽きるとき   |        |           |                |        |           |                  |
| 最終話 | 2006.9.29 | 残酷なもの       |        |           |                |        |           |                  |

## 投稿メッセージ数が歴代1位に
番組公式サイトの投稿メッセージは全65話のうち60話が終わった時点で、1000頁を超え、およそ5000件ものメッセージが寄せられていた。さらに、61話 - 65話までの5日間に寄せられたメッセージ数は400頁を超える勢いであった。
放送終了後も投稿メッセージは増え続け、2006年11月30日の締切時点での最終投稿頁数が「2108頁」という驚異的な数を記録し、これまで最高だった「牡丹と薔薇」の1551頁を大きく引き離し、東海テレビ系昼ドラマ史上歴代1位になった。
DVD発売前日の2007年2月20日14:00より投稿メッセージが再開された（現在、東海テレビの公式サイトは存在しない）。

## その他
- 本作の脚本家、金谷祐子は『危険な関係』の脚本も担当していた。
- 視聴者からDVD化の要望が殺到したため、これに応えて本作のDVD-BOX（全4巻）が2007年2月21日から順次発売された（O.A.でカットされたシーンを復活させた完全版）。
- So-net「テレビ王国発 勝手に!ドラマアワード "2006年夏ドラマ版"」で堂々の最優秀ドラマ賞を獲得した。加えて、最優秀主演女優賞（櫻井淳子）、最優秀助演男優賞（高杉瑞穂）と3冠獲得した。
- 第40話で、高杉瑞穂に後姿がよく似た通行人役として、高杉の双子の弟（一般人）が1シーンだけ特別に出演した。
- 主題歌「紅蓮の月」を担当した柴田淳は、昼帯連続ドラマ主題歌を担当するのは本作で3度目であり、2006年6月4日刊行のスポーツ報知紙上芸能欄では「昼ドラの歌姫」と称された。
- 青森テレビでは、2007年の秋に『お茶の間劇場』枠で放送された。
- CS放送のホームドラマチャンネルにて、2010年5月3日 - 、14:45 - 15:15、（月 - 木）、5月8日 - 、25:30（9日1:30） -（土･4話連続で放送）に再放送されている。
- 2014年11月3日から2015年2月3日まで、Dlife（月曜-金曜：10時30分 - 11時00分）で放送された。